# Веретенников Василь Іванович
Веретенников Василь Іванович (нар. 2 вересня (21 серпня) 1880, Воронеж, Росія — 18 червня 1942, Вологда, Росія) — український історик, архівіст, архівознавець, археограф, музеєзнавець, мистецтвознавець, джерелознавець, педагог.

## Біографія
Батьками Василя Веретенникова були член Воронезької міської управи, кандидат університету Іван Васильович Веретенников та донька статського радника Єлизавета Феліксівна Серимон. Навчався у 1-й Тифліській класичній гімназії.
У 1904 році закінчив історичне відділення історико-філологічного факультету Петербурзького університету. Формування його наукових інтересів відбувалося під впливом російського історика Олександра Лаппо-Данилевського.
Після закінчення університету вступив на службу до Петербурзького Головного архіву Міністерства закордонних справ. У своїй магістерській дисертації почав досліджувати історію створення та функціонування Таємної канцелярії. Результати дослідження були опубліковані впродовж 1907—1908 років у «Журнале Министерства Народного Просвещения».
З 1908 року мешкав у Харкові. 1909 року склав магістерський іспит при Харківському університеті і почав у ньому викладати. У 1910 році в Санкт-Петербурзькому університеті здобув ступінь магістра російської історії після успішного захисту праці «История Тайной Канцелярии Петровского времени». У 1911 році Василь Веретенников взяв участь як делегат від Харківського університету в роботі XV археологічного з'їзду (Новгород). У своїй докторській дисертації досліджував діяльність генерал-прокуратури «до-Павлівського часу» в архівах Петербурга і Москви. Після невдалої спроби балотуватися на посаду професора кафедри російської історії Харківського університету переїхав до Москви, де викладав у Московському та Петербурзькому університетах.
20 березня 1916 р. він захистив докторську дисертацію «Нариси історії розвитку в Росії генерал-прокуратури», а на початку 1917 р. отримав ординарну професуру в Саратовському університеті. У 1919 р. його призначено завідувачем губернського архіву Саратовської губернії та уповноваженим Центроархіву РСФРР по Саратовській губернії.
Влітку 1920 року на запрошення Дмитра Багалія Василь Веретенников повернувся до Харкова для організації курсів архівознавства. Він отримав посаду професора російської історії на кафедрі російської культури Академії теоретичних знань, згодом почав працювати в Харківському інституті народної освіти. Тут до 1934 р. читав курси лекцій з історії Росії, методології історії, історії російської літератури. Одночасно очолював науковий відділ Головмузею. Зі створенням при Харківському інституті народної освіти Науково-дослідної кафедри історії України Василь Веретенников прилучився до її роботи на чолі секції історії Росії, комісії техніки історичного дослідження, увійшов до складу бюро кафедри. Деякий час (1923) він очолював підсекцію історії українського письменства етнолого-краєзнавчої секції та секцію російської культури (разом із М. В. Довнар-Запольським) кафедри історії європейської культури під керівництвом В. П. Бузескула; комісію з вивчення методології історії при Харківському ІНО (1926).
1931 року відбувся Другий Всеукраїнський з'їзд архівних робітників, де проголошувалося підпорядкування архівної справи завданням соціалістичного будівництва. Публікація документів визнавалася тією ділянкою, на якій найдовше затрималися «ідеологи недобитків буржуазії». «Категорична директива» вимагала від архівних установ проводити серед широких мас пропаганду марксизму-ленінізму. Ухвалені «настанови до методології і техніки наукової публікації документів для потреб науково-історичного дослідження» оголошували боротьбу з «ворожою пролетаріатові ідеологією», одним із проявів якої відтоді вважалася «веретенниковщина».
Деякий час Василь Веретенников працював у штаті Центрального архівного управління (ЦАУ) УСРР, брав участь у роботі Науково-дослідного історико-архівознавчого інституту аспірантури при ЦАУ УСРР, виїжджав до Києва для інструктажу аспірантської групи, працював консультантом «з усіх складних архівознавчих питань» у Кабінеті архівознавства, вирішував проблеми архівознавчої бібліотеки, викладав на архівознавчому відділі в ХПІПО. 25 серпня 1933 р. його було звільнено за те, що він «не перебудувався в методологічних настановах своєї наукової роботи».
Останні роки Василь Веретенников провів у Ленінград, де він з 1934 р. до 18 вересня 1940 р. обіймав різні посади у Державному Російському музеї. 26 січня 1937 р. його обрали науковим кореспондентом Кабінету внутрішнього обладнання Всесоюзної академії архітектури. Василь Веретенников почав працювати над книгою з історії меблів, писав статті з історії бронзи і російських приватних заводів художньої порцеляни XVIII — першої половини XIX ст.
Помер 18 липня 1942 року у Вологодському евакогоспіталі.

## Праці
- «История Тайной канцелярии Петровского времени» (Харків, 1910);
- «Из истории Тайной канцелярии. 1731 — 62 годы» (Харків, 1910);
- «К истории составления дворянских наказов в Екатерининскую комиссию 1767 г.» (Записки Харківського Університету, 1911)
- «З історії перших років катерининської ген.-прокуратури» // Ювілейний збірник на пошану академіка Дмитра Івановича Багалія з нагоди сімдесятої річниці життя та п’ятдесятих роковин наукової діяльності. – К.: З друкарні Української Академії наук, 1927
- Веретенников В. И. Художественная школа в Харькове в XVIII веке : (из XIX т. Сборника Харьков. ист.-филол. о-ва в память проф. Е. К. Редина) / В. И. Веретенников. – Харьков : тип. ”Печат. искусство”, 1911. – 13 с.

## Вшанування пам'яті
- Премія імені Василя Веретенникова, яка присуджується Державним комітетом архівів України і Спілкою архівістів України[3].
- Конкурс наукових праць імені Василя Веретенникова у галузі архівознавства, археографії і документознавства, який щороку проводиться Державною архівною службою України[4].